# Ethel i Julius Rosenberg
Ethel Greenglass Rosenberg (Nova York, 28 de setembre de 1915 - 19 de juny de 1953) i Julius Rosenberg (Nova York, 12 de maig de 1918 - 19 de juny de 1953) va ser un matrimoni estatunidenc que va ser executat a la cadira elèctrica acusat d'espionatge. Va ser la primera execució de civils per espionatge en la història dels Estats Units d'Amèrica. Van mantenir la seva innocència durant tot el judici i els dos anys d'apel·lacions i mai no van admetre les acusacions d'espionatge, denunciant el marc polític que tenia el cas.

## Biografia
Nascuts al si de famílies jueves, Julius Rosenberg era enginyer elèctric graduat el 1939, mentre la seva esposa Ethel era actriu i cantant. Ambdós van formar part de la Young Communist League, les joventuts del Partit Comunista dels Estats Units.
L'origen del judici i l'execució d'aquest matrimoni cal buscar-lo en les filtracions de secrets nuclears esdevingudes tant en el centre d'investigació nuclear de Los Alamos com a la Universitat de Berkeley, on existia un important sector simpatitzant de l'esquerra, especialment entre els científics. Un antic maquinista del centre supersecret de Los Alamos, el sergent David Greenglass, germà d'Ethel, va confessar haver passat secrets als soviètics i va acusar la germana i el seu espòs, confessió que va dur directament al matrimoni Rosenberg, que va ser detingut a Nova York on residia, acusat i jutjat per espionatge.
Encara avui, es considera que el judici a què es van veure sotmesos va distar molt d'haver estat just. Certes o no les acusacions d'espionatge, van ser executats en virtut de la Llei d'Espionatge de 1917, que dictava pena de mort per a aquest tipus de delictes en temps de guerra, si bé en el moment d'haver-se comès el suposat espionatge, Estats Units no estava en guerra amb la Unió Soviètica. En comparar aquest cas amb uns altres de la mateixa índole, resolts amb penes molt més lleus malgrat proves més concloents, com el cas del físic teòric alemany Klaus Fuchs, condemnat a 14 anys de presó després d'haver espiat als Estats Units en favor de la Unió Soviètica, s'observa un greuge més gran, empès per l'ambient anticomunista i la por de la societat estatunidenca a un imminent enfrontament amb la Unió Soviètica, esperonat pel maccarthisme. Cal considerar que en aquesta època es produïa la Guerra de Corea (1950-1953), conflicte entre la Corea del Nord comunista i la Corea del Sud capitalista, que era alhora una guerra no oficial entre Estats Units i la Unió Soviètica, coneguda com a Guerra Freda. En el judici, es va acusar al matrimoni Rosenberg d'haver revelat els secrets de la bomba atòmica als soviètics, donant lloc suposadament a l'equilibri nuclear amb ells i se'ls va fer responsables de les nombroses baixes estatunidenques durant la Guerra de Corea.
Els termes d'aquesta duríssima sentència van provocar una campanya internacional de protesta que va implicar personalitats com Bertolt Brecht, Frida Kahlo, Pablo Picasso, Pius XII o Jean-Paul Sartre.
Van ser finalment executats a la cadira elèctrica el 19 de juny de 1953, i, d'acord amb les cròniques del cas, encara que Julius va morir a la primera descàrrega, la seva esposa Ethel va resistir fins a tres descàrregues elèctriques abans de morir, fet de què es va responsabilitzar el disseny de la cadira, construïda per a una persona de més envergadura, i que els seus elèctrodes pel que sembla no s'ajustaven «adequadament» al cos de la dona.
Anys després, el 1966, David Greenglass, germà d'Ethel, que havia passat 10 anys a la presó per una sentència de només 15 anys per la seva confessió i col·laboració, va manifestar haver acusat falsament la seva germana i el seu cunyat sota les amenaces de l'FBI. Greenglass va acusar Julius Rosenberg d'haver-lo incitat a obtenir informació sobre la bomba atòmica i la seva germana Ethel d'haver transcrit les notes sobre la informació nuclear, que molt probablement havia escrit la seva esposa Ruth, tal com va reconèixer al cap dels anys.
En les memòries de Nikita Khrusxov, publicades pòstumament el 1990, l'exprimer ministre soviètic lloa el matrimoni Rosenberg per la seva «molt significativa ajuda a accelerar la producció de la nostra bomba atòmica», però els analistes creuen que la validesa de la seva aportació no va poder ser tan important. El 1995, després de finalitzada la Guerra Freda, diverses investigacions de l'FBI, integrades en el «Projecte Venona», semblen haver trobat proves que Julius Rosenberg treballava per als serveis d'espionatge soviètics, però no la seva esposa Ethel. Aquest cas va evidenciar que al país es perseguia a tots els qui mostraven indicis de simpatitzar amb l'esquerra i el comunisme, en bé de la defensa nacional i la lluita contra l'espionatge, arribant-se a posar en dubte la llibertat de pensament.
Els Rosenberg tenien dos fills de set i sis anys en el moment de l'execució, els quals van ser adoptats per Abel Meeropol després de passar per orfenats i viure amb familiars durant uns anys.